# Unió Liberal (Espanya, 1983)
La Unió Liberal va ser un petit partit liberal espanyol fundat per Pedro Schwartz Girón en 1983. A les eleccions generals espanyoles de 1982, Pedro Schwartz Girón es va presentar com independent en les llistes de la coalició formada per Aliança Popular i el Partit Demòcrata Popular (AP-PDP), obtenint un escó de diputat per Madrid. Ja diputat, va convèncer el líder de la coalició, Manuel Fraga, de la necessitat de crear un partit liberal amb el qual disputar els vots del centre polític. Fraga va accedir i Schwartz va crear la Unió Liberal, partit que es va unir a la coalició entre AP i PDP (amb el que la coalició va passar a denominar-se AP-PDP-UL). En 1984, la Unión Liberal es va fusionar amb l'altre partit liberal que s'havia aproximat a l'òrbita de la coalició, prenent el partit fusionat la denominació del segon: Partit Liberal, de manera que la coalició de centredreta va passar a denominar-se AP-PDP-PL (que ja per a les eleccions generals espanyoles de 1986 seria Coalició Popular). Entre els militants d'Unió Liberal es trobava Esperanza Aguirre.